# Max-Josef Schönborn
Max-Josef Schönborn (* 1994) ist ein deutscher Szenenbildner.

## Leben
Schönborn studierte Szenenbild/Production Design mit einem M.F.A. an der Filmuniversität Babelsberg Konrad Wolf.

## Werk
Für seine Szenenbilder hat Schönborn mehrfach mit anderen Szenenbildnerinnen und Szenenbildnern in verschiedenen Konstellationen zusammen gearbeitet. Für seine Arbeit für „The Ordinaries“ wurde er mit seiner Kollegin Josefine Lindner zusammen für den Deutschen Filmpreis 2023 in der Kategorie „Bestes Szenenbild“ nominiert.

## Filmografie
- 2017: Tracing Addai (Regie: Esther Niemeier)
- 2019: Der übers Meer kam (Regie: Jonas Riemer)
- 2019: Laika & Nemo (Regie: Jan Gadermann & Sebastian Gadow)
- 2021: The Ordinaries (Regie: Sophie Linnenbaum)

## Serien
- 2021: German Genius (Regie: Detlev Buck & Cüneyt Kaya)
- 2022: Feelings (Regie: Clara Zoë My-Linh von Arnim & Süheyla Schwenk)
- 2024: Marzahn Mon Amour (Regie: Clara Zoë My-Linh von Arnim)